# 高郵縣
高郵縣，中国旧县名。
前223年，秦王嬴政在境内筑高台、置邮亭，故名高邮，别称秦邮。后人又称高沙、珠湖、盂城。西汉元狩五年（前118年），由东阳县析置高邮县，属广陵国。南北朝时曾置广邺郡、神农郡，又析临泽、三归、竹塘三县。隋初郡废，三县并入高邮县。宋代先后筑有二城，名旧城、新城。宋、元时期，因置高邮军、承州、高邮路、高邮府，领辖过高邮、兴化、宝应三县，为淮扬间繁华之地。
明朝洪武元年（1368年）闰七月，高邮府降为高邮州，州治高邮县省入高邮州，属扬州府。自清朝乾隆时起，高邮州遂为散州。古代高邮，史称“江左名区、广陵首邑”。
民国初全国废府州厅改县，于民国元年（1912年）废州为县。在抗日战争和第二次国共内战期间，高邮县澄子河以南地区曾属江高行政区、江都县，高邮县湖西地区曾先后属天高县(天长县)、甘泉县、东南县、仪扬县、仪征县。中华人民共和国成立后设高邮县。1991年2月，经中国国务院批准撤县设市，4月1日正式建高邮市（县级）。

## 参选资料
1. ↑  《明史·志第十六·地理一》